# Astus duomilius
Astus duomilius är en myrtenväxtart som beskrevs av Malcolm Eric Trudgen och Barbara Lynette Rye. Astus duomilius ingår i släktet Astus och familjen myrtenväxter. Inga underarter finns listade i Catalogue of Life.